# Initiative populaire « visant à abaisser à 62 ans pour les hommes et à 60 ans pour les femmes l'âge donnant droit à la rente AVS »
L'initiative populaire « visant à abaisser à 62 ans pour les hommes et à 60 ans pour les femmes l'âge donnant droit à la rente AVS » est une initiative populaire fédérale suisse, rejetée par le peuple et les cantons le 12 juin 1988.

## Contenu
L'initiative demande la modification de l'article 34quater de la Constitution fédérale pour fixer l'âge de la retraite à 62 ans pour les femmes et 60 ans pour les hommes dans une première étape, puis à 60 ans pour les deux sexes. Elle précise également que les bénéficiaires touchent, dès l'âge indiqué, la totalité de leur rente AVS.
Le texte complet de l'initiative peut être consulté sur le site de la Chancellerie fédérale.

## Déroulement

### Contexte historique
Depuis l'introduction de l'assurance-vieillesse et survivants en 1948, l'âge de la retraite est fixé, dans la loi et non dans la Constitution, à 65 ans pour les hommes. Pour les femmes, la limité a été initialement fixée à 65 ans, puis abaissée à 63 ans en 1957 et à 62 ans en 1964.
Lors de la préparation à la 9e révision de cette assurance en 1976, alors que le Conseil fédéral a proposé de relever l'âge de la retraite des femmes de 60 à 62 ans pour l'octroi d'une rente de vieillesse pour couple, les Organisations progressistes de Suisse (POCH) lancent une initiative visant à abaisser l'âge de la retraite à 60 ans pour les hommes et 58 ans pour les femmes. Cette proposition est rejetée en votation populaire le 26 février 1978 et la 9e révision de l'AVS peut ainsi entrer en service au début des années 1980.
Dans le même temps, et alors que commencent au Parlement les discussions sur la 10e révision de l'AVS, les mêmes POCH présentent cette initiative avec, comme principaux argument, le fait que la Suisse soit l'un des pays d'Europe où l'âge de la retraite soit le plus élevé. Selon les initiants, cet âge doit être abaissé afin de sauvegarder la santé des travailleurs « menacée par le stress, le surmenage professionnel, les craintes de perdre son emploi et autres ».

### Récolte des signatures et dépôt de l'initiative
La récolte des 100 000 signatures nécessaires a débuté le 1er septembre 1981. Le 24 février 1983, l'initiative a été déposée à la chancellerie fédérale qui l'a déclarée valide le 24 mars.

### Discussions et recommandations des autorités
Le parlement et le Conseil fédéral recommandent tous deux le rejet de cette initiative. Dans son message adressé à l'assemblée, le Conseil fédéral évalue à 1,55 % des salaires l'augmentation des cotisations que l'acceptation de l'initiative demanderait, sans compter l'effet des autres assurances sociales également impliquées dans ce domaine. Il décrit de plus l'initiative comme allant « à l'encontre de l'évolution de l'espérance de vie » et relève que le chômage des jeunes ne peut être résolu en abaissant l'âge de la retraite.

### Votation
Soumise à la votation le 12 juin 1988, l'initiative est refusée par 18 6/2 cantons (soit tous à l'exception des cantons du Tessin et du Jura) et 64,9 % des suffrages exprimés. Le tableau ci-dessous détaille les résultats par cantons :

## Effets
À la suite de ce refus populaire, les travaux de la 10e révision de l'Assurance-vieillesse et survivants (AVS) vont se poursuivre, jusqu'à son acceptation en votation populaire le 25 juin 1995, le même jour où le peuple refuse une initiative populaire de l'Union syndicale suisse visant à modifier la répartition des charges entre le premier et le deuxième pilier de l'AVS; parmi les principaux ajustements, l'élévation progressive de l'âge de la retraite des femmes de 62 à 64 ans et contrebalancé par l'introduction du concept de « retraite à la carte », permettant aux actifs ayant au moins 41 ans d'activité professionnelle de prendre plus rapidement leur retraite, moyennant une pénalité de 6,8 % par année d'anticipation.
Dans le cadre de cette révision, trois initiatives sont déposées sur ce sujet ; l'initiative populaire « pour une retraite à la carte dès 62 ans, tant pour les femmes que pour les hommes » présentée par le Parti écologique suisse, l'initiative populaire « pour la 10e révision de l'AVS sans relèvement de l'âge de la retraite » présentée par l'Union syndicale suisse et l'initiative populaire « pour un assouplissement de l'AVS - contre le relèvement de l'âge de la retraite des femmes » présentée par la Société suisse des employés de commerce, sont ainsi déposées. Aucune des trois initiatives ne sera cependant acceptées en votation.